# Rudné doly na Bludné
Rudné doly na Bludné je rozsáhlá montánní krajinná oblast nacházející se v katastrálním území Potůčky v prostoru mezi zaniklými osadami Bludná, Luhy a Háje v okrese Karlovy Vary. V roce 2013 byla Ministerstvem kultury České republiky prohlášena za kulturní památku ČR a je významnou geologickou lokalitou. Horní Blatná – Sněžná hůrka tvoří součást Geoparku Egeria.

## Geologie
V Blatenském žulovém masívu a jeho metamorfovaném plášti, který je tvořen převážně fylity a místně rulami a svory, jsou vázány rudné žíly. Zde se vyskytují především cínové rudy v greisenových žílách a křemenné žíly s obsahem hematitu, manganu a rudy stříbrné, kobaltové.
Horotvornou činností, především erozí, vznikla sekundární ložiska cínovce, která se objevují v podobě rozsypů nebo sesuvů na zvětralých výchozech rudných žil nebo v podobě náplavů v říční údolních nivách.
Rudné žíly, ať samostatné, nebo žilná ložiska, měly sklon 65–76° a jejich mocnost kolísala v rozmezí několika centimetrů až decimetrů, vzácně až přes dva metry. Na některých žilách se vytvářely svislé orientované rudní čočky s mocností až čtyři metry, které byly krátké ve vodorovném směru (od 5 do 20 m), ale orientované do hloubky byly až 30 m dlouhé. Takovým čočkám se říkalo fally, čočkám uloženým vodorovně se říkalo břicha. Délka dobývek rudných žil vázaných na žulový krušnohorský masív se značně lišila, v některých místech dosahovala 100–200 m, ale jinde až jeden kilometr. Ve fylitech vytvářely rudonosné žíly častěji fally, v některých místech i sloupy, obvykle v místě vzájemného křížení rudných žil.
Jak v krušnohorské žule, tak i ve fylitech vznikla žilná pásma, která často vytvářela větší počet odžilků, jejichž délka dosahovala někde až 200 m a které měly šířku osm až dvacet metrů.

## Historie
Těžba v lokalitě Bludné je známá už ze 14. století, ale první písemná zmínka pochází až z roku 1531 ze záznamu propůjčky těžařům ze Saska. Těžba probíhala ve středověku, v 17. století nebyla narušena ani třicetiletou válkou; obnovena byla v první polovině 18. století a pokračovala až do první světové války. Stopy po těžební činnosti jsou dodnes dobře patrné v podobě povrchových dobývek, pinkových tahů, zabořených ústí štol, odvalů a rýžovišť cínovce v údolí Mrtvého potoka. Doklad těžby cínových rud můžeme vidět na povrchových dobývkách žil Zuzana, Vavřinec a Svatý Duch na Sněžné hůrce (948 m n. m.) a také na žíle Drahá kožešina u zaniklé osady Scherberhäuser. Odvaly po těžbě železných rud najdeme u šachet Gustav, Pomoc Boží nebo František. 

## Popis
Nejvíce se těžila cínová ruda v oblasti Sněžné hůrky, kde se nalézá komplex důlních děl, který byl propojen s Volskou štolou, která odvodňovala tento komplex. Je zde nejvýznamnější důl Zuzana, který vznikl na žíle Zuzana v 16. století. Zachovalá dobývka vznikla vydobytím skoro svislé greisenové žíly přímo z povrchu. Je to průrva přes 150 m dlouhá, jeden až tři metry široká a hluboká až deset metrů, rozdělená pilíři na více částí. V nejhlubší části dobývky je patrné používání sázení ohně v chodbicích ve třech patrech, která jdou nad sebou. Těžba na tomto dole skončila v roce 1817. Vedle dolu byly další jako Vavřinec, Zdař Bůh, Pomoc Boží, Gottlob, Václav, Jan, Ondřej, Červená žíla a jiné. V severozápadní části Sněžné hůrky byl důl Vavřinec s dolem Bůh Otec, Svatý Duch a další doly, které zahájily práce v 16. století na greisenových pásmech a jiné v prostoru Volské štoly nebo důl Drahá kožešina poblíž Bludné. Zdejší zbytky po těžbě kryje lesní porost, přesto jsou zachovány propadlinky po těžbě a v dole Drahá kožešina je v povrchové dobývce dobře znatelné křížení dvou greisenových žil. Lepší partie na žilách někde až do hloubky 120 m pod povrchem byly vyrubány do začátku 17. století.
U mohutného zlomového pásma ve směru severozápad-jihovýchod o mocnosti až 50 m tzv. Bludenské poruchy byly umístěny doly na železnou rudu (hematit). Mezi tyto doly patřily doly Alter Göpel a Gustav přímo na Bludné, Pomoc Boží a Nanebevzetí Panny Marie v části Bludné zvané Totenbach a důl František v Luzích. Největším dolem byl důl Pomoc Boží (Hilfe Gottes). Písemně je doložen v roce 1562. Měl žentourovou jámu, která byla činná do roku 1884. V jejím místě se nachází hluboká trychtýřovitá pinka a odvaly. Po roce 1884 pokračoval v činnosti důl Gustav, který dosáhl hloubky téměř 180 m. Byl činný ještě v době první světové války. Pozůstatkem je rozsáhlý odval. Jiným pozůstatkem na Bludné je zatopená prohlubeň po železnorudném dolu Nanebevzetí Panny Marie z 16. století. Železnorudné doly odvodňovala dědičná štola František o délce 2,5 km s ústím u zaniklé osady Luhy.

## Naučná trasa
Lokalitou vede neoznačená Naučná trasa Bludná v délce 8 km, která navazuje na Naučnou stezku Hřebečná. V lokalitě jsou zastavení u cínového dolu Drahá kožešina (č. 4), dolu Pomoc Boží (č. 5) přes Blatenský příkop (č. 6) k báňské osadě Bludná (č. 7).